# Nattåg (film)
Nattåg (polska: Pociąg) är en polsk dramafilm från 1959 i regi av Jerzy Kawalerowicz, med Lucyna Winnicka och Leon Niemczyk i huvudrollerna. Den handlar om två främlingar som delar sovkupé i en sovvagn samtidigt som deras nattåg blir genomsökt av polisen på jakt efter en mördare på rymmen. Filmen räknas till rörelsen polska filmskolan.

## Medverkande
- Lucyna Winnicka som Marta
- Leon Niemczyk som Jerzy, läkare
- Teresa Szmigielówna som advokatens fru
- Zbigniew Cybulski som Staszek
- Helena Dabrowska som tågkonduktris
- Ignacy Machowski som passagerare i sovvagnen
- Roland Głowacki som mördaren
- Aleksander Sewruk som advokaten
- Zygmunt Zintel som den sömnlöse passageraren
- Tadeusz Gwiazdowski som konduktör
- Witold Skaruch som präst
- Michal Gazda som passagerare
- Zygmunt Malawski som polis
- Józef Łodyński som civilpolis
- Kazimierz Wilamowski som passagerare

## Visningar
Filmen tävlade vid filmfestivalen i Venedig 1959 där Winnicka fick ett hedersomnämnande för sin insats. Den hade premiär i Polen den 6 september 1959 och Sverigepremiär den 24 september 1962.